# 버지니아 커먼웰스 대학교
버지니아 커먼웰스 대학교(Virginia Commonwealth University, VCU)는 버지니아주 리치먼드의 제임스강에 위치한 주립대학교이다. 학생들에게 162개의 학사, 석사, 박사학위와 전문학위, 자격증 프로그램을 제공한다. 본 대학교에서 제공되는 프로그램 중 44가지는 버지니아에서 유일한 프로그램으로 간주된다. 남부에서는 유일하게 미국의 주 차원에서 지원해주는 전문적인 아트스쿨이며 VCU의 아트스쿨은 학문적이고 전문적인 환경이 결합된 전문적 커리큘럼이 제공되는 학교로서 미국 내의 소수의 학교 중 하나로 간주된다.

## 학부
- Art Education
- Art Foundation
- Art History
- Communication Arts
- Communication Design
- Crafts
- Dance & Choreography
- Fashion Design & Merchandising
- Interior Design
- Kinetic Imaging: Video
- Sound & Animation
- Music
- Painting and Printmaking
- Photography
- Filmmaking
- Sculpture & Extended Media
- Theatre
- VCU School of Arts in Qatar

## 참고 문헌
- Virginia Commonwealth Univeristy Ranking 보관됨 2016-10-25 - 웨이백 머신